# アホ毛ちゃんばら
『アホ毛ちゃんばら』（アホげちゃんばら）は、日本のゲーム会社M2によるiOS・Android搭載スマートフォン向けゲームアプリで、キャラクターがアホ毛と呼ばれる髪の房を武器に1対1で戦うアクションゲームである。公式に「アホ毛ちゃん」と略される。

## 概要
それまで他社製ゲームの移植を主な業務としてきたM2が初の完全オリジナル作品として開発したゲームで、制作と監督を並木学、企画と作画を南向春風、音楽制作をJaelyn Nisperos（Chibi-Tech）が担当した。2013年3月15日に公式サイト・Facebook・Twitter・ブログを開設して開発を発表、同年3月23日にiOS版を配信開始、2014年2月14日にAndroid版を配信開始した。
現代風の町を舞台に架空の武道「アホ毛道」を究めるべく旅に出た主人公「れっど」が様々な形状をしたアホ毛の持ち主と対決するステージ制のゲームで、最初のステージ「第一道」と「対戦道」のみ無料、アイテム「渡し手形」を購入すれば「第二道」以降が開放される課金方法を採用し、ゲーム内の一部消耗品も有料購入できる。全6ステージ。
カジュアルな見た目とは裏腹にチュートリアルは最低限しか存在せず、ゲーム内容はプレイヤー自身が挑戦を繰り返しながら把握しなければならない。
ゲーム中に登場するアホ毛は64種類、グラフィックスパターンは計21億通りにのぼり、同じ見た目のキャラクターにはまず二度と会えない。

## 開発の経緯
発案者たる南向春風によれば、「アホ毛で戦う」構想は「アホ毛」の概念が生まれてまもなく着想し、自らゲーム『痕』のヒロイン・柏木初音のアホ毛がコンクリートに刺さるさまを描いた経験や、漫画『ぱにぽに』で片桐姫子のアホ毛が抜ける描写、ビジュアルノベル『Fate/stay night』の同人誌やアンソロジーコミックでヒロイン・セイバーがアホ毛を武器にする描写などに影響を受けたという。南向にとってジョークのFlash動画から始まった『ラグナロクバトルオフライン』や『GLOVE ON FIGHT』と違い、本作は最初からゲームとして企画された。
一方、ゲーム音楽の制作で知られる並木学にとってはそれ以外の役割で携わった久々のゲームであり、黎明期のビデオゲームのようにプレイヤー各位が創意工夫して遊べることを意識してソーシャル要素の少ない「買い切り」型にしたという。開発中の段階ではソーシャル要素はまったく用意されていなかったが、広報や収益の観点から懸念を抱いた堀井直樹・M2社長の意向により、プレイヤーへの救済措置をショップという形で盛り込んだ。
移植中心で活動してきたM2社内にはかねてからオリジナルゲームを出したいという意向が存在しており、並木が入社してディレクションを引き受けたことにより本作品の制作が実現した。M2社内の会議から出てきた企画なので、一般的なアプリゲームのようにマーケティングの結果を踏まえて考案されたわけではない。家庭用ゲーム機向けのパッケージソフト販売ばかりでは売り上げを維持するのが難しくなりつつある状況への危機感から、スマートフォン向けにゲームを供給できる体制作りの第一歩として、媒体が決められた。

## ゲーム内容
主なゲームモードである「アホ毛道」の各ステージは、主人公・れっどが画面に背を向けて左下、敵キャラクターが正面を向いて右上と互いに向き合うように配置された固定画面で展開される。ステージには途中と最後に登場する「強敵」（いわゆるボスキャラクター）を含む複数の敵が順番に登場し、最後のボスキャラクターに勝てばステージ制覇、一度でも負ければゲームオーバーとなる。一度到達したステージは何度でも再挑戦できる。

### 戦闘
このゲームにおける戦闘は同時進行し、「アホ毛」で相手を叩き（作中の表現では「斬り」）相手のヒットポイントを0にするか、試合時間終了時に残ったヒットポイントの多い方が勝ちとなる。プレイヤーは画面を叩いて（タップ）攻撃を繰り出す他に、画面長押しでキャラクターの「すたみな」を消費して力を溜めてから指を離して強力な攻撃を放つこともできる。他方、画面を下方向に撫でてキャラクターを後退させ、「すたみな」の続く限りその状態を維持して敵の攻撃をかわすこともできる。キャラクターは、攻撃を空振るとアホ毛が地面に刺さり、「すたみな」が尽きるとバテ、相手の攻撃強度によって気絶や転倒し、いずれも一時的に動けなくなる。「すたみな」は何もしなければ徐々に回復し、回避に成功した際には大きく回復する。
ボスを除く敵キャラクターの戦術アルゴリズムは好戦的だったり及び腰だったり約20通りで、完全なパターンゲームに陥らないようにランダム要素もいくらか取り入れられている。
戦闘に勝つとほとんどの敵キャラクターは画面外へと飛んで行き、ステージボスのみ画面を上方向に撫でて相手のアホ毛を抜く演出が展開される。

### アイテムとショップ
各ステージの戦闘開始前に「ショップ」画面でアイテムとその所持枠を有料で購入できる。また、戦闘で敵に勝ったときにもアイテムが出現する場合があり、アイテム所持枠が空いていればタップで獲得し、任意に利用できる。アイテムには大きく分けて、ヒットポイントを回復する「フード」、「すたみな」を回復する「ドリンク」、特殊な「必殺技」を繰り出す「ウエポン」の3種がある。

### アホ毛学習帳
「アホ毛道」で勝利し手に入れたアホ毛は、タイトル画面から「アホ毛学習帳」で参照できる。個々のアホ毛解説では画面を上下左右に撫でてアホ毛を揺らしたり、それについてTwitterに投稿もできる。敵を倒してアホ毛を入手することを作中では「アホ毛ット」といい、ステージボス以外の「毛を抜く」演出の無いキャラクターのアホ毛もここに記録される。

### 対戦道
このゲームでは、端末画面の上下それぞれ一定範囲を別々の操作領域とした対戦モードが用意されている。即ち、二人のプレイヤーが一つの端末を挟むように位置し、各々の操作領域でキャラクターを操作して対戦するオフライン対戦である。

### アホ毛の記録
タイトル画面から杯のアイコンを参照すると、各ステージの最短時間記録や「アホ毛ット」数を確認できる。ここからさらに「実績」で規定条件を達成した記録や、「リーダーボード」でフレンド内や全国における順位も確認できる。

### こすぷれ
各ステージを規定時間内に制覇すると、主人公の衣装が増えることがある。条件を満たすとタイトル画面から歯車型アイコンの設定画面の一番下に「こすぷれ」の項目が現れ、ボタンを左右に動かして主人公を着替えさせることができる。

## 主要キャラクター
あほげ・れっど
半弧状の赤いアホ毛を持ち、赤い服を着たボクっ娘。本名その他の素性は一切不明。物語開始以前は「ますたー・あほげ」に師事して「みならい・あほげ」として修行していたが、自らのアホ毛を「若竹のようなしなり」と「海老のようなバネ」を持つまでに鍛え上げたことを認められ、最後の試練「あほげ・ぶるー」との戦いを制した後、師より「れっど」の名を授けられて旅に出る。
ますたー・あほげ
黒を基調とした和服のような服を着て腰に刀を差し、半弧状の黒いアホ毛を持つ男性。「夕やけ橋」下の河川敷にジムを構える「アホ毛道」の師範（れっどからは「センセイ」と呼ばれる）。見習い修行を積んだ「れっど」の成長を認め、旅へと送り出す。ゲーム上では「第一道」のほか、タイトル画面から「?」を選択した先の操作説明にも登場する。
あほげ・ぶるー
剣の形をした青いアホ毛を持つ人物。「アホ毛学習帳」の解説によれば「青騎士」。修行最後の「試練」として「れっど」と戦って敗れ、彼女に「アホ毛道」の非情を説いて「ますたー」と共に彼女を送り出す。「第一道」のほか、「対戦道」にて「れっど」と対峙するプレイヤーキャラクターとして登場する。

## 評価
ITmediaねとらぼでは配信開始前に「奇抜な発想だが期待できる制作陣によるゲーム」と紹介され、配信開始後のレビューとして、Kotaku.JAPANでは「かなりアクション性の高いゲームに仕上がっており、コアゲーマーも本気で楽しめるのではないか」、週アスプラスでは「シンプルだが、つい次の面も見たくなるコミカルなノリが魅力」、4Gamer.net「（ほぼ）日刊スマホ通信」では「設定は奇抜だが戦闘のバランスが素晴らしい」、エキサイトゲームナビでは「世界観と物語が最高に愉快なアクションゲーム」、「アプリ★ゲット」では「コミカルな世界観と緊張感のある戦闘が特徴」、「iPhone女史」では「脱力系ゲームながら意外と面白くて熱中でき、やりこみ要素もある」と評された。
プレイヤーからは『パンチアウト!!』に似ているという意見が聞かれるが、並木によれば特に意識してはおらず、技の出し合いによる駆け引きを突き詰めた結果として同じアプローチをたどったのだという。

## オリジナル・サウンドトラック
iOS版ゲームアプリ配信と同時にアメリカ合衆国の音楽配信サイト「Bandcamp.com」にてオリジナルサウンドトラックもダウンロード販売が開始された。この同時配信は、ゲームを広める手段の一環として当初から予定されていたものである。価格は、購入者自身が決める「name your price」（各報道では「投げ銭方式」と訳）を採用した。
このゲームの音楽について、「エキサイトゲームナビ」ではゲーム音楽を特集するコラム「スマホゲームミュージック探訪」第1回に本作を採り上げ、「目まぐるしい展開のゲームに合った音楽で、古い名作アクションゲームのようにプレイヤーを瞬時にゲームへと導く魔力のようなものを感じずにいられない」と評した。